# Мерджан
Мерджан (на гръцки: Λυγαριά, Лигария, до 1927 година Μέργιανη, Меряни) е село в Република Гърция, дем Висалтия в област Централна Македония с 617 жители (2001).

## География
Селото е разположено в Сярското поле на около 2 километра югоизточно от Димитрич (Димитрици), югозападно от град Сяр (Серес).

## История

### В Османската империя
През XIX век и началото на XX век Мерджан е село, числящо се към Сярската каза на Османската империя. В „Етнография на вилаетите Адрианопол, Монастир и Салоника“, издадена в Константинопол в 1878 година и отразяваща статистиката на населението от 1873 г., Мерджан (Merdjan) е посочено като селище в Сярска каза с 62 домакинства, като жителите му са 190 българи. В 1889 година Стефан Веркович (Топографическо-этнографическій очеркъ Македоніи) пише за Мерджан:
| „ | Мериян: чифлик; една църква, жителите са българи, 2 часа от Нигрита. | “ |

В 1891 година Георги Стрезов пише за селото:
| „ | Мерян, чифлик на братия Конту, богаташи гърци от Сяр. Разположено е на полето 3/4 часа на С от Копача. Отличава се с каменни амбари, хубави вили и великолепна гръцка църква. Почва твърде плодородна. Има и гръцко училище. 50 къщи, българе. | “ |

Според статистиката на Васил Кънчов („Македония. Етнография и статистика“) в 1900 година Мерджан има 75 жители, всички турци.

### В Гърция
Селото е завзето по време на Балканската война от части на българската армия, но след Междусъюзническата война в 1913 година остава в Гърция. През 20-те години в селото са заселени гърци бежанци. В 1928 година Мерджан е представено като смесено местно-бежанско село с 14 бежански семейства и 68 жители.
В 1978 година в селото е построена църквата „Св. св. Константин и Елена“.
| Име                                        | Име          | Ново име     | Ново име     | Описание                                                |
| ------------------------------------------ | ------------ | ------------ | ------------ | ------------------------------------------------------- |
| Силви Кавак или Сивли Кавак                | Σιβλί Καβάκι | Митери Левки | Μυτερή Λεύκη | местност на ЮИ от Мерджан, по десния бряг на Копач дере |
| Мара Парчасъ или Мира Парца или Мура Парца | Μουρά Παρτσά | Ливадотопос  | Λιβαδότοπος  | местност на СИ от Мерджан                               |
| Чирпилик                                   | Τσιρπιλίκι   | Лептоксилия  | Λεπτοξυλιά   | местност на СИ от Мерджан, по десния бряг на Струма     |